# Emmanuel Hackman
Emmanuel Hackman (Accra, 14 maggio 1995) è un calciatore ghanese naturalizzato togolese, difensore del Turan Tovuz.

## Caratteristiche tecniche
È un terzino destro.

## Carriera

### Club
Il 1º luglio 2021 firma un contratto triennale con il Gil Vicente.

### Nazionale
Il 18 marzo 2022 viene convocato per la prima volta dal Togo.